# Сикоев, Андрей
Андрей Сикоев (род. 25 марта 1961, Москва) — священнослужитель Русской православной церкви заграницей, протоиерей, настоятель храм Покрова Пресвятой Богородицы в Берлине.
Является представителем архиепископа Берлинского и Германского Марка (Арндта) и комиссаром Синода РПЦЗ в резиденции немецкого правительства и немецкого бундестага. Также работал в качестве литературного переводчика, автора и продюсера. фильмов для кино и телевидения.

## Биография
Родился 25 марта 1961 года в Москве в семье осетинского горного инженера и немецкой матери. В том же году семья переехала в ГДР, где проживала в Берлине. В 1979 году юноша окончил среднюю школу с намерением изучать далее медицину. Однако он был призван на военную службу в Национальную народную армию, где прослужил солдатом до января 1981 года, когда был тяжело ранен.
С 1979 года он контактировал с более поздними правозащитниками, такими как Вера Ленгсфельд, а после 1981 года — с оппозиционными писателями, такими как Инге и Стефан Гейм. Свои впечатления в NVA Сикойев написал вместе со своим другом Мартином Зибертом в (неопубликованном) эпистолярном романе «Тагедрюккен». Briefe aus einem Strafregiment der NVA", который он распространял на частных и церковных чтениях. Одновременно он писал статьи о положении молодежи и студентов в ГДР для «Шпигеля», в том числе и для «Шпигеля», которые с помощью аккредитованных в Восточном Берлине журналистов, таких как Петер Мерсебургер (SFB) и Петер Вензиерски, были контрабандным путем вывезены на Запад и там же опубликованы.
Все эти действия, а также его участие в церковном движении за мир в Берлине, в конце концов, привели к тому, что «Штази» узнал и о Сикоеве. Его несколько раз допрашивали, угрожали и следили за ним. Его лишили места в университете Гумбольдта. Преступная жалоба и возможное осуждение за «антисоциальное поведение» были предотвращены в последнюю минуту с помощью церковного назначения на берлинском общинном кладбище.
С помощью Вольфганга Ульманна и Рихарда Шрёдера Сикойев был принят в качестве внештатного студента в Шпрехенконвикт Берлин. На лекциях и семинарах своего учителя Ульманна Сикойев вместе с близкими друзьями, среди прочих, Штефаном Штайнляйном, Гуннаром Ламмертом и Вольфрамом Бюргером познакомился с научными и богословскими трудами Карла Барта, Евгения Розенштока-Гюссиса и, в частности, православного священника Павла Флоренского. Особенно большое влияние на Сикоева оказала его крупная работа «Столбы и фундамент истины», которая в 1983 году привела к его окончательному членству в протестантской церкви Берлин-Бранденбург.
С 1981 по 1983 год Андре Сикоев также работал над литературным переводом осетинского нарт-эпоса с русского языка.
В феврале 1984 года он бежал в Западный Берлин через Постоянное представительство Федеративной Республики Германия. Там, по просьбе издательства «Дидрих», он также взял на себя научное издание «Нартена», вероятно, старейшего европейского эпоса. Первое издание «Die Narten» на немецком языке было опубликовано в Кельне в 1985 году.
В 1984 году Андре Сикойев начал изучать протестантское богословие в Берлине, но затем перешел на православное богословие и славяноведение в Институте православного богословия в Мюнхене.
Еще будучи студентом, в 1987 году вместе с Ильей Трояновым основал издательство «Кирилл и Метод», которое было посвящено переводу и изданию произведений русских философов и богословов, а также видных писателей Содружества. Кроме того, он публиковал немецкие неигровые книги, такие как «Дэвид Ламб Африка». Издательство также поддержало движение за гражданские права после объединения Германии[1].
Вместе с журналистом Глебом Раром Сикойев опубликовал антологию «Klöster, Starzen und Ikonen» («Монастыри, звезды и иконы») к 1000-летию Крещения Руси в 1988 году, а также перевел и отредактировал первые книги православного философа и священника Павла Флоренского на немецком языке, «Das Salz der Erde» в собственном издательстве и «Die umgekehrte Perspektive» («Обратная перспектива»), изданную в Мюнхене в 1989 году («Matthes und Seitz Verlag»). Андре Сикойев также впервые перевел несколько прозаических текстов Осипа Мандельштама на немецкий язык для ежегодника издательства Акселя Маттеса.
Круг друзей и творцов Сикоева с этих мюнхенских лет и до сегодняшнего дня включал русского художника и писателя Харалампия Графа Орощакова (Дандало, 1989) [2].
В 1991 году Сикойев начал разрабатывать фильмы и сценарии для детей. До 2009 года он работал изобретателем и продюсером высококачественных детских анимационных фильмов и документальных фильмов мирового масштаба: «Из его христианской веры выросла воля к созданию детских фильмов без насилия и фильмов о природе для семей».
Среди его наиболее значительных успехов — два сезона детского мультсериала «СимсалаГримм» (2 × 26 эпизодов) и кинодокументальные фильмы «Глубокая синева» и «Наша Земля — Фильм».

## Русская православная церковь
В 1991 году Андрей Сикоев был рукоположён в диаконы собора Новомучеников и Исповедников Российских и Святителя Николая в Мюнхене, где прослужил до 2000 года. Роспись Свято-Николаевской часовни была выполнена Тамарой Сикоевой, с которой он состоит в браке с 1988 года. В 2005 году архиепископом Берлинским и Германским Марком (Арндтом) он был рукоположён в сан священника и с тех пор является приходским священником берлинской церкви Покрова Пресвятой Богородицы.
После террористического акта в Беслане 1 сентября 2004 года он организовал один из крупнейших немецких проектов помощи детям и их родственникам в регионе и инициировал строительство травматологического центра на Северном Кавказе в сотрудничестве с немецкой Kindernothilfe, Федеральной канцелярией и епархиями РПЦЗ в Австралии и Германии. С тех пор центром руководит сестричество аланов (осетин) при Феофанийском монастыре; сёстры ухаживают за более чем 6000 детей и их родственников.
В 2006 году он был делегатом от немецкой епархии на IV Всезарубежном соборе Русской православной церкви заграницей (РПЦЗ) в Сан-Франциско. Митрополитом Лавром в 2007 году включён в состав официальной делегации РПЦЗ по случаю исторического воссоединения РПЦ и РПЦЗ при патриархе Московском и всея Руси Алексии II и митрополите Лавре.
С 2007 года он является членом совета директоров Фонда содействия РПЦЗ в Нью-Йорке.
В 2015 году был возведён в достоинство протоиерея.